# Ondrej Šándor
Plk. Ondrej Šándor (15. dubna 1912 Čaňa – 2. září 1939 Dęblin) byl československým vojenským pilotem a jednou z prvních obětí československé armády v zahraničí během druhé světové války.

## Život

### Před druhou světovou válkou
Ondrej Šándor se narodil 15. dubna 1912 v Čani u Košic v rodině Jána Šándora a Anny, rozené Horváthové. Po absolvování čtyř tříd obecné školy vystudoval osmitřídní reálné gymnázium, kde i odmaturoval. K 1. říjnu 1932 nastoupil prezenční vojenskou službu v Jihlavě, ale do června 1934 mu byla přiznána trvalá dovolená. Znovu nastoupil v červenci téhož roku. K 30. září 1935 započal studium na Vojenské akademii v Hranicích, po jejím absolvování sloužil u leteckého pluku v Brně. V dubnu 1937 získal kvalifikaci leteckého pozorovatele a k 1. dubnu 1938 pilota. K 1. září 1938 byl převelen do Prahy, kde dosáhl postu zástupce velitele letky. Službu v Československé armádě ukončil v hodnosti poručíka.

### Druhá světová válka
Po rozpadu Československa v březnu 1939 přešel Ondrej Šándor do nově vzniklé slovenské armády, během tzv. malé války působil jako průzkumný pilot, následně zastával funkci zástupce velitele letky ve Vajnorech a Piešťanech. Poté byl z disciplinárních důvodů přeložen k cyklistickému praporu v Turčianském Svatém Martině. V srpnu 1939 odešel Ondrej Šándor ilegálně do Polska, kde byl 28. srpna 1939 prezentován u zde vznikající československé zahraniční jednotky v Krakově. Díky své kvalifikaci byl 29. srpna přijat do polského letectva a společně s dalšími se přesunul na leteckou základnu Dęblin. Ta se hned druhý den po napadení Polska nacistickým Německem stala terčem těžkého náletu, během kterého společně s dalšími dvěma československými vojáky zahynul i Ondrej Šándor. Stali se tak prvními příslušníky československé armády v zahraničí padlými v druhé světové válce. Pohřben byl v Dęblinu na místním vojenském hřbitově.

## Ocenění

### Vyznamenání
- Československý válečný kříž 1939
- Kříž za chrabrost (Polsko)

### Posmrtná ocenění
- Ondrej Šándor byl in memoriam povýšen do hodnosti plukovníka